# Izoklina

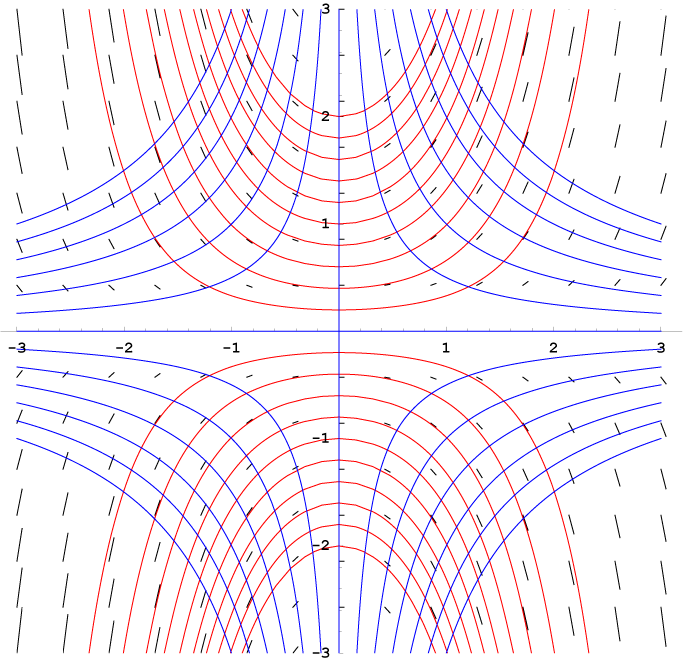
Obr. 1: Izoklíny (modře), gradientní pole (černě) a některé křivky řešení (červeně) rovnice y'=xy

Izoklína (též izoklina nebo isoklina, křivka stejného spádu) je křivka spojující body, ve kterých má rodičovská funkce stejný spád (gradient) bez ohledu na počáteční podmínky. Termín je odvozen z řeckých slov Isos (ισος) znamenající „stejný“ a Klisi (κλίση) znamenající „spád“.
Izoklíny se často používají jako grafická metoda řešení obyčejných diferenciálních rovnic. Izoklíny pro rovnici tvaru y' = f(x,y) jsou křivky v rovině (x, y), které získáme tak, že položíme hodnotu f(x,y) rovnou nějaké konstantě. Výsledkem je sada křivek (pro různé konstanty), podél nichž mají křivky řešení stejný spád. Spočítáním tohoto spádu pro každou izoklínu lze zobrazit gradientní pole; to umožňuje poměrně snadno nakreslit přibližné křivky řešení – viz obr. 1.